# 阿達一族 (2019年電影)
《阿達一族》（英語：The Addams Family）是一部於2019年上映的美國黑色喜劇電腦動畫電影，改編自查理斯·亞當斯的漫畫《阿達一族》。電影由康拉德·威儂和格雷格·帝爾南共同執導，奧斯卡·伊薩克、莎莉·賽隆、克蘿伊·摩蕾茲、芬恩·沃夫哈德、尼克·克羅爾、史努比狗狗、貝蒂·蜜勒和艾莉森·珍妮配音。
《阿達一族》由聯美負責北美發行，國際則由環球影業負責發行，並於2019年10月11日在美國上映。續集《阿達一族2》於2021年推出。

## 角色
| 配音          | 配音     | 配音     | 角色                            |
| 英版          | 台版     | 港版     | 角色                            |
| ------------- | -------- | -------- | ------------------------------- |
| 奧斯卡·伊薩克 | 李世揚   | 辛偉強   | 高魔子·阿達（Gomez Addams）     |
| 莎莉·賽隆     | 唐綺陽   | 伍詠薇   | 魔帝女·阿達（Morticia Addams）  |
| 克蘿伊·摩蕾茲 | 陳妤     | 成樂怡   | 星期三·阿達（Wednesday Addams） |
| 芬恩·沃夫哈德 | 許楷鈞   | 梁正希   | 普斯利·阿達（Pugsley Addams）   |
| 尼克·克羅爾   | 謝一帆   | 周祉君   | 肥斯特叔叔（Uncle Fester）      |
| 史努比狗狗    | 使用原音 | 使用原音 | 伊特表哥（Cousin Itt）          |
| 貝蒂·蜜勒     | 陳季霞   | 林丹鳳   | 奶奶（Grandmama）               |
| 康拉德·威儂   | 莊捷安   | 徐梓耀   | 老蛆（Lurch）                   |
| 艾莉森·珍妮   | 歐元懷   | 盧覓雪   | 瑪格·尼德樂（Margaux Needler）  |
| 艾希·費雪     | 林沛笭   | 孫曉桐   | 帕克·尼德樂（Parker Needler）   |
| 馬丁·肖特     |          | 黎家希   | 佛朗普外公（Grandpa Frump）     |
| 凱薩琳·奧哈拉 |          | 姜麗儀   | 佛朗普外婆（Grandma Frump）     |
| 埃蜜·加西亞   | 沈諠婈   | 張彩虹   | 丹妮絲（Denise）                |
| 龐·克萊門捷夫 | 邵芷耘   | 費愷澄   | 蕾拉和凱拉（Layla and Kayla）   |
| 泰塔斯·伯傑斯 | 郭霖     |          | 格倫（Glenn）                   |
| 珍妮佛·路易斯 | 孫若瑜   |          | 絲露阿姨（Great Auntie Sloom）  |

## 製作
取得《阿達一族》漫畫的版權後，該電影最初是由環球影業和照明娛樂作為一部定格動畫電影製作，並由提姆·波頓執導，克里斯·梅勒丹德利製片。然而在2013年，宣佈米高梅將製作改編自《阿達一族》漫畫的動畫電影，由潘蜜拉·彼特勒編寫劇本。
2017年10月，宣佈電影將由康拉德·威儂執導，並與蓋爾·博曼和亞歷克斯·施瓦茨一同製片，馬修·李伯曼將對劇本進行修改。電影將由Cinesite Studios製作，塔比納·斯希克負責監督。2017年12月，據報導奧斯卡·伊薩克正在為角色高魔子·阿達進行洽談。2018年6月，伊薩克確認聲演該角色，另外莎莉·賽隆、艾莉森·珍妮、貝蒂·蜜勒、克蘿伊·摩蕾茲、芬恩·沃夫哈德和尼克·克羅爾加盟電影。

## 發行
《阿達一族》由聯美負責北美發行，國際則由環球影業負責發行，並於2019年10月11日在美國上映。

### 評價
爛番茄根據158條評論，本片獲得45%的新鮮度，平均得分5.3／10，觀眾投票獲得69%的分數，平均得分為3.8／5。在Metacritic上，獲得46分。

## 外部連結
- 互联网电影数据库（IMDb）上《阿達一族》的资料（英文）
- Box Office Mojo上《阿達一族》的資料（英文）
- 爛番茄上《阿達一族》的資料（英文）
- AllMovie上《阿達一族》的资料（英文）
- Metacritic上《阿達一族》的資料（英文）
- 開眼電影網上《阿達一族》的資料（繁體中文）
- 豆瓣电影上《阿達一族》的資料 （简体中文）
- 时光网上《阿達一族》的資料（简体中文）